# Дахбед
Дахбе́д (узб. Dahbed / Даҳбед) — посёлок городского типа в Акдарьинском районе Самаркандской области Узбекистана. По состоянию на середину 2016 года, в Дахбеде проживало более 10 тысяч человек. Основную часть населения составляют узбеки и таджики. Расположен в 8 км к северу от Самарканда и является частью Самаркандской агломерации.
Название населённого пункта происходит от таджикских словосочетаний (даҳ — десять, бед — ива) и буквально означает Десять ив.
Расположен в междуречье рукавов Зарафшана — Карадарьи и Акдарьи — в 8 км к северу от Самарканда. Зеравшан, проходя от Самарканда по равнине на запад, образует пойму, в составе которой отмечается несколько островов; самый крупный из них — Миянкуль длиной до 98 км и шириной до 15 км. В 9 км к востоку от Дахбеда расположена железнодорожная станция Зарафшан (на линии Самарканд — Джизак). 
В 1958 и 1980—1981 годах были проведены археологические исследования в Дахбеде.  
Статус посёлка городского типа несёт с 1978 года.
В Дахбеде имеется пункт приёма хлопка, текстильная фабрика и другие промышленные и хозяйственные объекты. Также в Дахбеде расположены: три общеобразовательной школы, Самаркандский механико-экономический колледж, школа ремёсел, две библиотеки и культурный центр. Также в Дахбеде находится мавзолей Махдуми Аъзама (XVI век), который был капитально реконструирован в 1996—1998 годах.

## История образования поселения

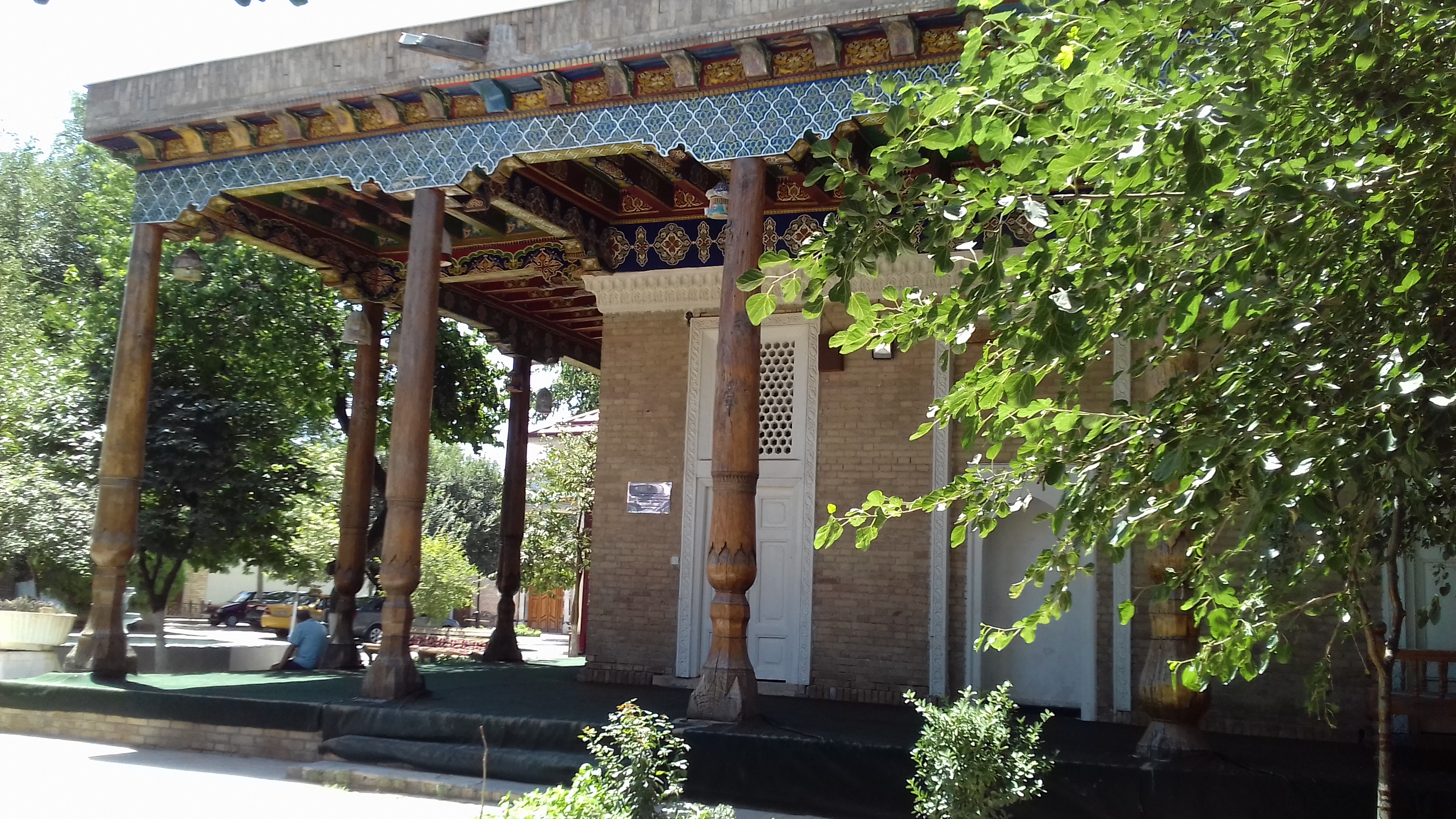
Мечеть Махдуми Аъзама

По инициативе одного из крупных военных деятелей Шейбанидов Джанибек-султана Махдуми Аъзам (полное имя Саид Джалал ад-дин Ахмад ал-Касани ад-Дахбеди) переселяется в долину Миёнкаль (Междуречье)— в 12 км от Самарканда в Дагбите (Акдарьинский район). И здесь остается до конца своей жизни, до 1542 года.
Исламский богослов и мистик из Средней Азии, представитель суфизма, основатель школы «Дахбедия», крупный теоретик и шейх учения Накшбанди Махдуми Аъзам (полное имя Саид Джалал ад-дин Ахмад ал-Касани ад-Дахбеди). В произведении «Кандийа»: 

«Передают, что среди богоизбранных святых особо дороги и известны трое. Первый — султан Бурхан ад-дин ибн Шейх ‘Ала’ ад-дин Сагарджи. Второй — Саййид Бурхан ад-дин Килич, который был из числа потомков Имама ‘Абдаллаха и от него берет начало род ходжей Дахбеда. Третий — автор „Хидайи“ Имам Бурхан ад-дин (Маргинани) Сиддики, могила которого на кладбище Чакардиза и, по мнению которого, Хулагу был мусульманином».
.
В XIX веке Дахбед был широко известен как место большого базара, собиравшегося дважды в неделю и по обороту превосходившего самаркандский рынок.
Из монументальных сооружений в Дахбеде было известно медресе, состоявшее из 34 худжр с мечетью и аудиторией. Построенное при первых представителях узбекской династии Мангытов, оно существовало ещё в конце XIX века. Разрушено и уничтожено большевиками.